# Zygfryd Blaut
Zygfryd Blaut (2. března 1943, Gogolin - 20. dubna 2005, Opolí) byl polský fotbalista, obránce. Jeho starším bratrem byl fotbalový reprezentant a trenér Bernard Blaut.

## Fotbalová kariéra
V polské nejvyšší soutěži hrál za Odru Opole, Śląsk Wrocław a Legii Warszawa, se kterou získal dvakrát mistrovský titul a jednou polský fotbalový pohár. V druhé lize hrál za tým Polonia Warszawa. V Poháru mistrů evropských zemí nastoupil v 7 utkáních, v Poháru vítězů pohárů nastoupil ve 3 utkáních a ve Veletržním poháru nastoupil v 5 utkáních. Za reprezentaci Polska nastoupil v roce 1970 v přátelském utkání s Irákem. 

## Ligová bilance
| Ročník                   | Zápasy | Góly | Klub             |
| ------------------------ | ------ | ---- | ---------------- |
| 2. polská liga 1959      | -      | -    | Odra Opole       |
| Ekstraklasa 1960         | -      | -    | Odra Opole       |
| Ekstraklasa 1961         | -      | -    | Odra Opole       |
| Ekstraklasa 1962/1963    | 19     | 0    | Odra Opole       |
| Ekstraklasa 1963/1964    | 13     | 1    | Odra Opole       |
| Ekstraklasa 1964/1965    | 11     | 0    | Odra Opole       |
| Ekstraklasa 1964/1965    | 5      | 1    | Śląsk Wrocław    |
| Ekstraklasa 1965/1966    | 26     | 0    | Śląsk Wrocław    |
| Ekstraklasa 1966/1967    | 21     | 0    | Śląsk Wrocław    |
| Ekstraklasa 1967/1968    | 21     | 0    | Śląsk Wrocław    |
| Ekstraklasa 1968/1969    | 8      | 0    | Legia Warszawa   |
| Ekstraklasa 1969/1970    | 19     | 0    | Legia Warszawa   |
| Ekstraklasa 1970/1971    | 11     | 0    | Legia Warszawa   |
| Ekstraklasa 1971/1972    | 20     | 0    | Legia Warszawa   |
| Ekstraklasa 1972/1973    | 23     | 1    | Legia Warszawa   |
| Ekstraklasa 1973/1974    | 9      | 0    | Legia Warszawa   |
| 2. polská liga 1974/1975 | -      | -    | Polonia Warszawa |
| CELKEM 1. polská liga    | -      | -    |                  |